# フロラン・ハデルジョナイ
フロラン・ハデルジョナイ（Florent Hadergjonaj、1994年7月31日 - ）は、スイス・ベルン州ラングナウ・イム・エメンタール出身のプロサッカー選手。コソボ代表。アランヤスポル所属。ポジションはDF。

## 経歴

### クラブ
BSCヤングボーイズの下部組織出身。2013年9月のスーパーリーグ・FCチューリッヒ戦でトップチームデビュー。2013–14シーズンは11試合に出場しチームの最優秀若手選手に選ばれた。
2016年8月、FCインゴルシュタット04に4年契約で加入。
2017年8月、ハダースフィールド・タウンFCに買い取りオプション付きのレンタルで加入。その後オプションが行使され、2018年7月にハダースフィールドに完全移籍した。
2020年9月25日、1月からレンタルで加入していたカスムパシャSKに完全移籍。

### 代表
2017年10月1日、ベラルーシ代表とのフレンドリーマッチでスイス代表デビュー。
その後コソボ代表への鞍替えを決断。2019年6月10日、UEFA EURO 2020予選・グループAのブルガリア代表戦でコソボ代表デビュー。2020年10月8日、UEFA EURO 2020予選プレーオフの北マケドニア代表戦で代表初ゴールを決めた。